# Воронель, Нина Абрамовна
Ни́на Абра́мовна Вороне́ль (девичья фамилия Рогинкина; род. 28 февраля 1932 года) — советский, израильский драматург, поэтесса, переводчик.

## Биография
Родилась в семье профессора-экономиста. В 1954 году окончила физический факультет Харьковского университета.
Встреча с Корнеем Чуковским оказала решающее влияние на её решение заниматься литературой. В 1956—1960 гг. она училась в Литинституте, где специализировалась на переводах из английской литературы. В 1961 широкое признание получил её перевод «Баллады Редингской тюрьмы» Оскара Уайльда. В 2003 г. в её переводе вышел роман Сола Беллоу «Планета мистера Сэммлера».
Первые авторские публикации — детские рассказы (1965). Одновременно она обратилась к жанру драмы, её первая пьеса «Прочтите письмо» (1968) была запрещена после первой постановки в Перми, а режиссёр был уволен с работы. На этом для Воронель закончилась возможность постановок и публикаций. Её муж, физик Александр Воронель, включил пьесы в свой самиздатовский журнал «Евреи в СССР».
В 1972 они подали заявление на выезд в Израиль, а в 1974 году смогли выехать туда. С 1975 г. — гражданка Израиля.
В 1983 г. работала на «Радио Франс Интернасьональ» (русская секция).
Скандальные мемуары Н. Воронель вызвали ряд обвинений в недостоверности.

## Книги
- «Перекресток» (М.: Детская литература, 1965) (сборник стихотворений)
- «Переполох», 1967 (сборник рассказов)
- «Прах и пепел», Иерусалим, 1977 (пьесы)
  - Прах и пепел
  - Змей едучий
  - Матушка-барыня
  - Первое апреля
  - Победители
  - Утомленное солнце
- «Папоротник». Стихи, 1977
- Шестью восемь — сорок восемь, Иерусалим, 1987 (пьесы)
  - Шестью восемь — сорок восемь
  - Химчистка времени
  - Прочтите письмо
  - Надо захотеть
  - Дракон Эндрю
- «Кассир вечности», Тель-Авив, 1987 (пьесы)
  - Кассир вечности
  - Майн либер кац
  - Дуся и драматург
  - Воскрешенный
  - Последние минуты
- «Ведьма и парашютист». Роман. Гудьял, 2000 (1-я часть «Готического романа»)
- «Воронель. Стихи». Иерусалим, 2001
- «Полёт бабочки». Иерусалим, 2001
- «Без прикрас». Воспоминания. Захаров, 2003
- «Кто, если не я». Иерусалим, 2004
- «Готический роман». В 2-х тт. Феникс, 2005
- «Содом тех лет». Феникс, 2006 (полная версия воспоминаний)
- «Тель-авивские тайны». ИсраДон, 2007 (включает заглавный роман и две повести)
- «Глазами Лолиты». Роман. Герцлия, 2008